# Mausolea eriocarpa
 Mausolea eriocarpa   (Bunge) Poljakov, 1961 è una specie di piante angiosperme dicotiledoni della famiglia delle Asteraceae, sottofamiglia Asteroideae,  tribù Anthemideae (clade Asian-southern African grade) e sottotribù Artemisiinae.  Mausolea eriocarpa è anche l'unica specie del genere  Mausolea  Bunge ex Poljakov, 1961.

## Etimologia
Il nome generico (Mausolea ) deriva dal personaggio mitologico Mausolo, marito di Artemide (Diana). Artemide ha dato il nome al genere Artemisia dal quale deriva la specie di questa voce.  L'epiteto specifico ( eriocarpa) deriva dal greco "erio-karpoj" che significa "frutti lanosi".
Il nome scientifico della specie è stato definito dai botanici Alexander Andrejewitsch von Bunge (1803-1890) e Petr Petrovich Poljakov (1902-1974) nella pubblicazione " Trudy Instituta Botaniki, Akademii Nauk Kazakhskoi S. S. R. Alma-Ata" ( Trudy Inst. Bot. Akad. Nauk Kazakhsk. S. S. R. 11: 170) del 1961. Il nome scientifico del genere è stato definito dagli stessi botanici nella pubblicazione "Flora URSS (Flora Unionis Rerumpublicarum Sovieticarum Socialisticarum)..." (Fl. URSS 26: 631 ) del 1961.

## Descrizione
Portamento. La specie di questa voce è subarbustiva. L'indumento consiste in brevi peli ghiandolari medifissi e stellati.
Fusto. La parte aerea in genere è eretta, semplice o ramosa. 
Foglie. Le foglie lungo il caule sono disposte in modo alterno con lamina intera o poco lobata.
Infiorescenza. Le sinflorescenze sono formate da piccoli capolini subglobosi raccolti in panicoli. Le infiorescenze vere e proprie sono composte da un capolino terminale più o meno sessile di tipo disciforme. I capolini sono formati da un involucro, con forme emisferiche, composto da diverse brattee, al cui interno un ricettacolo fa da base ai fiori di due tipi: fiori del raggio (qui assenti o ridotti) e fiori del disco. Le brattee, piatte e a consistenza erbacea, sono disposte in modo più o meno embricato su 2 serie. Il ricettacolo, da convesso a emisferico, è sprovvisto di pagliette avvolgenti la base dei fiori. Le brattee al margine sono strettamente scariose.
Fiori.  I fiori sono tetra-ciclici (formati cioè da 4 verticilli: calice – corolla – androceo – gineceo) e pentameri (calice e corolla formati da 5 elementi). Si distinguono in:
- fiori del raggio (esterni): sono femminili e fertili, disposti su una serie e privi di corolla;
- fiori del disco (centrali): sono più numerosi con forme brevemente tubulose (attinomorfe); sono funzionalmente maschili.

- Formula fiorale:

*/x K {\displaystyle \infty }, [C (5), A (5)], G 2 (infero), achenio
- Calice: i sepali del calice sono ridotti ad una coroncina di squame.

- Corolla: (fiori del disco) la forma è tubulare bruscamente divaricata in 5 lobi; i lobi, patenti o eretti, hanno una forma deltata e sono pelosi per peli medifissi; il colore in genere è giallo.

- Androceo: l'androceo è formato da 5 stami (alternati ai lobi della corolla) sorretti da filamenti generalmente liberi e sottili; gli stami sono connati e formano un manicotto circondante lo stilo. Le antere possono essere sia di tipo basifissa che medifissa (ossia attaccate al filamento per la base – nel primo caso; oppure in un punto intermedio – nel secondo caso).[14] Questa caratteristica ha valore tassonomico in quanto distingue i generi gli uni dagli altri. Normalmente le antere variano da ottuse (arrotondate) a leggermente appuntite alla base (o anche caudate); in alcune piante le appendici sono triangolari, lineari o ellittiche. Il tessuto endoteciale (rivestimento interno dell'antera) non è polarizzato. Il polline è sferico con un diametro medio di circa 25 micron;  è tricolporato (con tre aperture sia di tipo a fessura che tipo isodiametrica o poro) ed è più o meno echinato (con punte sporgenti).

- Gineceo: l'ovario è infero uniloculare formato da 2 carpelli. Lo stilo (il recettore del polline) è profondamente bifido (con due stigmi divergenti) e con le linee stigmatiche marginali separate o contigue. I due bracci dello stilo hanno una forma troncata e possono essere papillosi o ricoperti da ciuffi di peli.

Frutti. I frutti sono degli acheni con pappo. Gli acheni hanno una forma obovoide; l'apice in genere è arrotondato. Il pericarpo è densamente peloso privo di cellule mucillaginifere e sacche di resina.

## Biologia
Impollinazione: tramite insetti (impollinazione entomogama tramite farfalle diurne e notturne).

Riproduzione: la fecondazione avviene fondamentalmente tramite l'impollinazione dei fiori.

Dispersione: i semi cadono a terra e vengono dispersi soprattutto da insetti come formiche (disseminazione mirmecoria). Un altro tipo di dispersione è zoocoria: gli uncini delle brattee dell'involucro (se presenti) si agganciano ai peli degli animali di passaggio che portano così i semi anche su lunghe distanze. Inoltre per merito del pappo (se presente) il vento può trasportare i semi anche per alcuni chilometri (disseminazione anemocora).

## Distribuzione e habitat
La specie di questa voce è distribuita in Iran, Kazakhstan, Turkmenistan e Uzbekistan.

## Sistematica
La famiglia di appartenenza di questa voce (Asteraceae o Compositae, nomen conservandum) probabilmente originaria del Sud America, è la più numerosa del mondo vegetale, comprende oltre 23.000 specie distribuite su 1.535 generi, oppure 22.750 specie e 1.530 generi secondo altre fonti (una delle checklist più aggiornata elenca fino a 1.679 generi). La famiglia attualmente (2021) è divisa in 16 sottofamiglie; la sottofamiglia Asteroideae è una di queste e rappresenta l'evoluzione più recente di tutta la famiglia.

### Filogenesi
l gruppo di questa voce è descritto nella tribù Anthemideae, una delle 21 tribù della sottofamiglia Asteroideae). In base alle ultime ricerche nella tribù sono stati individuati (provvisoriamente) 4 principali lignaggi (o cladi): "Southern hemisphere grade", "Asian-southern African grade", "Eurasian grade" e "Mediterranean clade". Il genere  Mausolea (insieme alla sottotribù Artemisiinae) è incluso nel clade Asian-southern African grade..
Da un punto di vista filogenetico il genere Mausolea, nell'ambito della sottotribù, è posizionato in un clade politomico formato da quattro gruppi: (1) Artemisia Group; (2) Ajania Group; (3) generi Mausolea, Turaniphytum, Phaeostigma ; (4) generi Kaschgaria e Tridactylina.. Tuttavia studi ancora più recenti hanno posizionato la specie di questa voce all'interno del genere Artemisia. Dalle analisi risulta che la specie Mausolea eriocarpa fa parte del subg. Dracunculus (Besser) Rydb. In tassonomie precedenti il genere di questa voce era descritto all'interno del "Artemisia Group".
I caratteri distintivi della specie  Mausolea eriocarpa sono:
- l'indumento è formato da peli stellati;
- i fori femminili esterni sono privi di corolla;
- i lobi delle corolle sono pelosi.

Il numero cromosomico della specie è: 2n = 18 (specie poliploide).
In base all'"orologio molecolare" questa specie ha iniziato a divergere tra 2 e 1 milioni di anni fa insieme ai generi Turaniphytum , Elachanthemum, Crossostephium , Neopallasia, Artemisia e Picrothamnus.

### Sinonimi
Sono elencati alcuni sinonimi per questa entità:
- Artemisia eriocarpa Bunge, 1852